# CBO (sanduíche)
O CBO é um sanduíche da rede de fast food McDonald's. Seu nome é uma abreviação dos nomes dos principais ingredientes em inglês: frango (chicken), bacon e cebola crispy (onion). Foi lançado pela primeira vez em 2010 na Europa e mais tarde em outros países, incluindo Brasil. Após sair do cardápio no primeiro país, se tornou um dos mais pedidos para voltar pelos fãs. Em 2023, foi lançado no Brasil o McCrispy Chicken Legend, com praticamente a mesma receita do CBO.

## Produto
CBO é uma abreviação de Chicken Bacon Onion, os nomes dos principais ingredientes do sanduíche em inglês (frango, bacon e cebola crispy). No Brasil, foi também composto de alface americana, queijo picante e maionese especial (apelidada como "molho CBO"), e servido em um pão quadrado com gergelim e bacon.

## História
O CBO foi desenvolvido inicialmente na Europa. Em março de 2010, o jornal The Guardian, do Reino Unido, fez uma matéria sobre o CBO, dizendo que era um novo sanduíche do McDonald's.
Atualmente, duas versões do sanduíche são vendidas em Portugal: o CBO e o CBO Picante. No país também já foi vendido o CBO Barbecue, que incluía um molho barbecue português no lugar do molho CBO, em parceria com a marca Paladin.

### Brasil
No final de 2010, o CBO foi testado em 23 pontos de vendas da rede de fast-food em Brasília. Foi lançado em todas as lojas do Brasil no dia 18 de julho de 2011, se tornando o primeiro da América Latina a recebê-lo. O sanduíche foi um dos pioneiros na categoria de lanches premium do McDonald's, ao lado dos então Angus Deluxe e Angus Bacon. Foi promovido no Brasil com ao menos duas parcerias com o refrigerante Kuat. No final de 2011, quem comprasse uma McOferta de CBO nas versões média ou grande com guaraná Kuat ou Kuat Zero e dissesse o slogan da promoção, "Cbooh Yeah", ganharia uma Kuateira, "uma carteira mágica". Já no final de 2012, o consumidor que comprasse uma McOferta CBO com Kuat receberia um cupom raspável. Se encontrasse três imagens de fone de ouvido, ganharia um Kuatfone.
Em novembro de 2017, o CBO deixou o cardápio do Brasil, sendo substituído pelo ClubHouse Chicken. Segundo a empresa, o lanche teve que ser substituído porque "seus ingredientes pararam de ser produzidos no país". Dentre seus ingredientes especiais, estavam o pão coberto com pedaços de bacon e o queijo com pedaços de pimenta preta. Após a notícia, consumidores abriram reclamações no site Reclame Aqui, comentaram intensamente nas páginas do McDonald's nas redes sociais e criaram abaixo-assinados pedindo a volta do sanduíche. Em 2018, num evento do Facebook chamado "Manifestação pela volta do CBO", que havia conquistado a adesão de cerca de 60 mil pessoas, o perfil oficial do McDonald's anunciou que o sanduíche voltaria em 2019. Isso de fato ocorreu no mês de novembro, porém, por tempo limitado e em unidades selecionadas. Foi lançada uma campanha publicitária que utilizava um meme criado nas redes sociais: "Nunca mais vou sorrir novamente enquanto o CBO não voltar". Em contrapartida, outro lanche considerado "querido", o McFish, deixou o cardápio nacional na mesma época.
As redes de restaurantes Popeyes e Burger King lançaram releituras do CBO em seus cardápios brasileiros: o primeiro com o "CBF", em março de 2022, e o segundo com o CBK, em agosto. A propaganda do Burger King incluiu um jingle com referência aos fãs do CBO: "Chega de pedir pra ele voltar. Parte pra outro, que tudo vai passar. Quem ama responde, não some assim". No dia 26 de setembro, o McDonald's lançou o molho CBO vendido separadamente, por tempo limitado.
Em 27 de fevereiro de 2023, o McDonald's lançou o McCrispy Chicken Legend, com uma receita quase idêntica ao do CBO, porém com ingredientes mais simples: cebola crispy, queijo cheddar, bacon, molho CBO, alface e frango crocante no pão tipo brioche.  Sua publicidade inclui a frase "o sabor lendário, numa nova realidade", fazendo clara referência ao CBO e às dificuldades de fabricar o sanduíche com seus ingredientes especiais.